# Nerang River
Pour les articles homonymes, voir Logan.
La Nerang (en anglais : The Neran River) est un fleuve du sud-est du Queensland en Australie.

## Géographie
Il prend sa source dans la Numinbah Valley à 3 km de la frontière avec la Nouvelle-Galles du Sud et poursuit sa course vers le nord, où il rencontre le barrage de Hinze qui forme l'Advancetown Lake. 15 km après celui-ci, au nord-est, il atteint la ville de Nerang, où son cours bifurque vers l'est, en direction de Gold Coast dont il est le principal cours d'eau, alimentant ainsi les marais situé à l'intérieur des terres, et qui sont aménagés en marinas. Il se jette dans d'ailleurs au nord de la conurbation dans la baie Moreton, au niveau de Southport.